# Promiń (przystanek kolejowy)
Promiń (ukr. Промінь, ros. Проминь) – przystanek kolejowy w miejscowości Promiń (hist. Pułhanów), w rejonie łuckim, w obwodzie wołyńskim, na Ukrainie. Leży na linii Lwów – Łuck – Kiwerce.